# Одна згасла зоря
Одна згасла зоря — науково-фантастичний роман Лазара Комарчича, виданий 1902 року друкарнею Д. Димитрієвича у Белграді. Факсимільний передрук роману побачив світ 2006 р. зусиллями Товариства шанувальників фантастики імені Лазара Комарчича. Присвячений пам'яті Мілана Гарашанина.
Роман написаний від першої особи та описує подорож головного героя Всесвітом, у яку після заняття з астрономії, яке він відвідав, його повів із напівсну дух Лапласа. Подорожні у всесвіті спочатку ненадовго зупиняються на Місяці, а потім на зірці Міцар і, нарешті, на уявній планеті Аруджа-Дарі в сонячній системі Амадураме. Роман має значну виховну складову, адже дух Лапласа під час цієї подорожі докладно ознайомлює головного героя зі Всесвітом, сузір'ями, небесними тілами, їхнім виникненням і зникненням, подаючи велику кількість відомостей, що стосуються відстані та розмірів найвідоміших сузір'їв і небесних тіл. Дух Лапласа також покликається на основні елементи теорії еволюції Дарвіна, пояснюючи головному герою появу і розвиток живого світу на планетах. На планеті Аруджа-Дарі, на якій вони спинилися найдовше, мандрівники у всесвіті натрапляють на залишки високо розвиненої технологічно, але вимерлої цивілізації. Серед іншого, ця цивілізація втілила в життя повний контроль над мікрокліматичними умовами, використовувала сонячну енергію та застосовувала в архітектурі техніку, яка нагадує сучасному читачеві голограму. До подорожніх тут приєднується ще один дух — імператорського бібліотекаря, який, зокрема, говорить про високу етику представників цієї цивілізації на вершині її розвитку. Комарчич устами духа Лапласа принагідно вказує на тодішню Землю, критикуючи «злобу, злість, ненависть, жадобу помсти та деяку тваринність», які все ще переважають. Наприкінці роману головний герой прокидається у своєму ліжку, питаючи себе, чи його подорож була лише сном.